# Mitsuo Watanabe
Mitsuo Watanabe (渡辺 三男, Watanabe Mitsuo, Nasu, 4 juni 1953) is een Japans voormalig voetballer die als middenvelder speelde.

## Clubcarrière
In 1969 ging Watanabe naar de Nasu High School, waar hij in het schoolteam voetbalde. Nadat hij in 1972 afstudeerde, ging Watanabe spelen voor Towa Real Estate, de voorloper van Fujita Industries. Met deze club werd hij in 1977, 1979 en 1981 kampioen van Japan. Watanabe veroverde er in 1977 en 1979 de Beker van de keizer. In 10 jaar speelde hij er 201 competitiewedstrijden en scoorde 34 goals. Watanabe beëindigde zijn spelersloopbaan in 1983.

## Japans voetbalelftal
Mitsuo Watanabe debuteerde in 1974 in het Japans nationaal elftal en speelde 28 interlands, waarin hij 4 keer scoorde.

## Statistieken
| Japans voetbalelftal | Japans voetbalelftal | Japans voetbalelftal |
| Jaar                 | Wed.                 | Dlp.                 |
| -------------------- | -------------------- | -------------------- |
| 1974                 | 7                    | 1                    |
| 1975                 | 12                   | 3                    |
| 1976                 | 3                    | 0                    |
| 1977                 | 0                    | 0                    |
| 1978                 | 0                    | 0                    |
| 1979                 | 6                    | 0                    |
| Totaal               | 28                   | 4                    |